# Арним, Фолькмар фон
Фолькмар Отто Эрдман фон Арним (нем. Volkmar Otto Erdmann von Arnim; 1847—1923) — адмирал военно-морских сил Германии.

## Биография

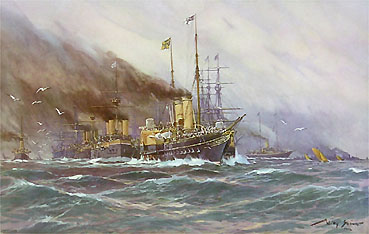
Худ. Вилли Штёвер. Императорская яхта «Гогенцоллерн»

Сын поморского землевладельца. В 1863 году поступил на службу во флот Пруссии. В 1864 году качестве мичмана участвовал в войне с Данией, сражался в битве под Рюгеном.
В 1870—1871 годах — участник Франко-прусской войны. Командовал канонеркой на р. Сене.
В 1875 году стал капитан-лейтенантом.
Приближённый императора Вильгельма II. В 1888—1895 годах был его флигель-адъютантом (личным секретарём). Император стал крестным отцом одного из детей фон Арнима.
В 1889 году был назначен командовать императорской яхтой «Гогенцоллерн». С осени того же года служил в инспекции военно-морской подготовки кадров Кайзерлихмарине.
В 1901 г. — вице-адмирал, в 1905 году произведен в адмиралы. В 1907 года Армин вышел во временную отставку. Находился в резерве офицерского корпуса.
После отставки — руководитель Императорского яхт-клуба в Киле.

## Награды
Королевства Пруссия:
- Орден Красного орла, большой крест с дубовыми листьями
- Орден Красного орла 3-го класса с бантом и короной
- Орден Короны 1-го класса
- Королевский орден Дома Гогенцоллернов, командорский крест со звездой (королевство Пруссия)
- Крест за выслугу лет[нем.]

Прочие:
- Княжеский орден Дома Гогенцоллернов, почётный командорский крест
- Орден Церингенского льва, командорский крест 2-го класса (великое герцогство Баден)
- Орден Вендской короны, командорский крест (великие герцогства Мекленбург-Шверин и Мекленбург-Стрелиц)
- Ордена Грифона, большой крест (великие герцогства Мекленбург-Шверин и Мекленбург-Стрелиц)
- Орден Заслуг герцога Петра-Фридриха-Людвига почётной командорский крест (великое герцогство Ольденбург)
- Почётный крест княжества Липпе 2-го класса
- Почётный крест княжества Шварцбург[нем.] 2-го класса
- Орден Вюртембергской короны, командорский крест со звездой(королевство Вюртемберг)
- Орден Фридриха, командорский крест 2-го класса (королевство Вюртемберг)
- Орден Оранских-Нассау, большой офицерский крест с мечами (22 июня 1892, королевство Нидерланды)